# Aspidophorodon
Aspidophorodon (лат.) — род тлей из подсемейства Aphidinae. Более 15 видов.

## Распространение
Индия, Канада, Китай, Россия (Сахалин, Республика Алтай, Курильские острова), Япония и Кашмирский регион.

## Описание
Мелкие насекомые, длина 1,1 — 2,7 мм. Усики 4- или 5-члениковые (реже 6-члениковые) у бескрылых форм, 5- или 6-члениковые у крылатых. Голова с тремя отростками на лбу; срединный лобный бугорок у аптериев отчётливо выпуклый, полушаровидный, прямоугольный или раздвоенный, иногда с вдавлением посередине; усиковые бугорки неразвиты, но каждый с цилиндрическим, пальцевидным или длинным роговидным отростком на внутренней вершине, выше или ниже срединного лобного бугорка у аптериев. Верх тела с различными выступами и морщинками.
Терминальный выступ усика в 0,6—1,6 раза больше основания последнего членика, трубочки имеют булавовидные концы с малым субапикальным отверстием. Голова бескрылых форм аптериев несёт направленные вперед медиальный и латеральный фронтальные выступы, а у подрода Eoessigia имеются вариабельно развитые шиповидные отростки. Ассоциированы, главным образом, с растениями рода Ива (Salix), а также Polygonaceae (Polygonum), Rosaceae (Cotoneaster, Potentilla, Sorbus, Spiraea). Род был впервые описан в 1967 году и включает четыре или пять видов на Salix в Восточной Азии (подрод Aspidophorodon) и четыре вида, связанные с Rosaceae, три в Азии и один в Северной Америке (подрод Eoessigia). Жизненные циклы большинства видов неизвестны; один вид на северо-западе Индии чередуется в развитии на растениях рода Кизильник (Cotoneaster) и Лапчатка (Potentilla), а один в Китае, возможно, мигрирует c Salix на Polygonum.

## Классификация
Более 15 видов. Род отличается от других близких групп следующими признаками: голова с тремя отростками на лбу; дорзум тела разнообразно украшен морщинками, неправильной полигональной сетчатостью, овальными или полукруглыми скульптурными линиями, мелкими сосочковидными бугорками; трубочки длинные и ложковидные, широкие в основании, слегка вздутые дистально, без фланца.
- Aspidophorodon Verma, 1967
  - Aspidophorodon capitatum Qiao & Xu, 2022[1]
  - Aspidophorodon furcatum Qiao & Xu, 2022[1]
  - Aspidophorodon harvense Verma, 1967
  - Aspidophorodon indicum (David, Rajasingh & Narayanan, 1972)
  - Aspidophorodon longicauda (Richards, 1963)
  - Aspidophorodon longicornutum Qiao & Xu, 2022[1]
  - Aspidophorodon longirostre Qiao & Xu, 2022[1]
  - Aspidophorodon longituberculatum (Zhang, Zhong & Zhang, 1992)
    - = Aspidophorodon cornuatum Qiao, 2015[4]

  - Aspidophorodon musaicum Qiao, 2015[4]
  - Aspidophorodon obtusirostre Qiao & Xu, 2022[1]
  - Aspidophorodon obtusum Qiao, 2015[4]
  - Aspidophorodon reticulatum Qiao & Xu, 2022[1]
  - Aspidophorodon salicis Miyazaki, 1971
  - Aspidophorodon sorbi (Chakrabarti & Maity, 1984)[5]
  - Aspidophorodon vera Stekolshchikov & Novgorodova, 2010[6]